# Marie Étienne François Henri Baudrand
Pour les articles homonymes, voir Baudrand.
Marie Étienne François Henri Baudrand, né le 21 août 1774 à Besançon et mort le 7 septembre 1848 à Paris, est un général français de la Restauration et pairs de France.

## Biographie

### Début de carrière
Marie Étienne François Henri Baudrand est né le 21 août 1774 à Besançon, fils de Georges Denis César Baudrand, avocat au parlement et d'Anne-Claude Gindre.
Fils d'un avocat au parlement de Besançon, il est destiné à la carrière du barreau : il préfère celle des armes, et entre comme soldat dans le 12e bataillon du Doubs, et sert à l'armée du Haut-Rhin depuis le mois d'août 1793 jusqu'au 22 ventôse an II.
Admis alors à l'école de Metz en qualité d'élève sous-lieutenant de génie, il obtient le grade de lieutenant à sa sortie de l'école le 1er germinal an III et est employé en sous ordre à Valenciennes. Nommé capitaine le 1er thermidor suivant, il devient chef du service du génie dans la place de Condé[Lequel ?] le 1er nivôse an IV ; désigné pour faire partie de l'armée d'Angleterre le 1er pluviôse an VI, il est attaché peu après à l'état-major de celle de Mayence, où il exerce les mêmes fonctions.

### Opérations militaires
Employé à l'état-major général de l'armée de Naples, le 1er vendémiaire an VII, il prend part aux différents combats livrés à cette époque et par cette armée. Du 26 floréal au 15 thermidor, il reste dans Gaëte et se trouve à toutes les sorties faites par la garnison. Transporté en France après capitulation de la place, il sert à Toulon pendant l'hiver de l'an VII, et passe à l'armée d'Italie le 16 ventôse de cette année.
Blessé de deux coups de feu le 3 prairial à la défense de la tête du pont du Var, il marche avec le corps du général Suchet lors de l'occupation de Gênes, se trouve au blocus de Savone du 1er thermidor an XIII au 26 frimaire an XIV, et est chargé de la construction des retranchements jusqu'à Lecco et de la tête de pont et du camp retranché de Brivio. Il assiste au siège de Peschiera, et a en chef le service de cette place, après sa reddition le 1er frimaire an X.
Chargé en vendémiaire an XI d'une reconnaissance militaire de la place de Plaisance et des têtes de pont du Pô, il s'acquitte avec succès de cette mission, et au mois de nivôse suivant il passe à la direction de Besançon. Nommé chef du génie à Schelestadt le 20 floréal, il y reçoit la décoration de la Légion d'honneur le 25 prairial an XII.

### Pendant le Premier Empire
Désigné pour faire partie de la Grande Armée, et employé à l'état-major du prince Murat, commandant en chef la réserve de cavalerie, il fait en cette qualité la campagne de l'an XIV, et prend part aux combats de Wertingen et de Langenesa. Le 17 janvier 1806, il retourne à l'armée de Naples. Au siège de Gaëte, depuis le 15 avril jusqu'au 18 juillet, jour de la reddition de cette place ; on lui confie plusieurs opérations importantes.
Nommé chef de bataillon le 5 septembre suivant, il reçoit le 15 juillet 1807, des lettres de service pour le corps d'armée destinée à l'occupation des îles Ioniennes. Embarqué à Tarente quelques jours après en qualité de commandant du génie de ce corps, il remplit les fonctions de directeur des fortifications à Corfou depuis le 15 octobre 1808 jusqu'au mois de juin 1813.
Il est chargé en cette qualité de reconnaître, créer, entretenir, augmenter ou restreindre les moyens de défense, spécialement à Sainte-Maure, à Paxos, à Parga, sur le continent, aux écueils de Fano, Merlère et Salmatrachi. Cet officier supérieur ne peut se rendre dans ces différents postes qu'en passant, à la faveur de la nuit, sous le canon de l'ennemi. Lors du siège de la citadelle de Sainte-Maure par les Britanniques, il se rend d'après les ordres du gouverneur général des îles Ioniennes près du pacha de Janina, et de là, déguisé en Turc et sous l'escorte de quatre cavaliers de cette nation, dans la citadelle de Sainte-Maure. Il traverse à la nage, sous le feu des canonnières des assiégeants, le bras de mer qui sépare l'île de Leucade de l'ancienne Acarnanie, entre dans la place assiégée, y remplit sa mission, et retourne par le même chemin à Corfou en traversant, sans escorte, des lieux infestés de brigands.
Nommé major le 8 décembre 1810, et colonel le 31 mars 1812, il est fait prisonnier par les Britanniques le 11 juin 1813 à son retour de Parga et de Paxos, et alors, que les hommes de l'équipage de la chaloupe qu'il monte ont été tués ou mis hors de combat. Conduit en Sicile, puis à Malte, il est renvoyé sur parole par le général Maitland le 8 juin 1814.
À sa rentrée en France, une ordonnance royale du 29 juillet le crée officier de la Légion d'honneur, et une autre du 5 octobre chevalier de Saint-Louis.
À son retour de l'île d'Elbe, l'Empereur, par décision du 5 avril 1815, l'attache au 3e corps d'observation de l'armée du Nord, et lui confie ensuite les fonctions de chef de l'état-major général du génie de la même arme. Il assiste à la bataille du mont Saint-Jean, suit l'armée sur la Loire et ne s'en sépare qu'après le licenciement. Chargé le 16 décembre de la même année d'une mission relative au cantonnement des troupes britanniques, il reçoit l'ordre le 26 mars 1816, d'établir sa résidence au quartier général du duc de Wellington, où il reste jusqu'à l'époque de l'évacuation du territoire français par les armées étrangères.

### Pendant la seconde Restauration
Le 5 décembre 1818, le roi de Saxe lui envoie l'ordre de chevalier de Saint-Henri, et le 18 du même mois il reçut celle de chevalier de l'ordre hanovrien des Guelfes. Il exerce ensuite les fonctions de directeur des fortifications de la place de Cambrai jusqu'au 29 avril 1821, époque de sa nomination au grade de maréchal-de-camp ; et chaque année, depuis lors, il fait partie du comité du génie, de la commission mixte des travaux publics, du jury d'examen de sortie des élèves de l'école de Metz et de la commission créée pour le perfectionnement des cours de l'École polytechnique.
En 1822, il accompagne le ministre de la marine dans l'inspection des ports de l'Océan, pour discuter sur les observations qui intéressent ce département et celui de la guerre. Le 30 novembre suivant, le gouvernement le charge de l'inspection des places de Cadix et de Barcelone. Employé au mois de janvier 1825, comme chef de bureau et de la division du génie au ministère de la guerre, il reçoit le 23 mai, la décoration de commandeur de la Légion d'honneur, et est désigné, au mois de décembre, pour inspecter le service du génie à Cayenne, à la Martinique et à la Guadeloupe.
Embarqué pour la Guyane française, dans les premiers mois de 1826, il est nommé commandeur de l'ordre royal et militaire de Saint-Louis le 29 octobre de cette même année. Il revient en France, au mois de juin 1827. Nommé aide de camp du duc de Chartres le 24 août 1828, il accompagne ce jeune prince dans un voyage qu'il fait, en 1829, en Angleterre, en Écosse et en Irlande.

### Pendant la monarchie de Juillet
Lors de la révolution de 1830, le général Baudrand est à Joigny, où le 1er régiment de hussards, dont le prince est colonel, tient alors garnison. Il marche avec lui sur Paris et y arrive le 4 août. La vision de la populace parisienne revenant de Rambouillet avec les carrosses royaux le 4 août le bouleverse : il y voit avec épouvante « le triomphe de la populace » et, rompant avec ses idées libérales, il devient dès lors un farouche opposant de toute intervention du peuple dans la vie politique.
Le 19 du même mois, il quitte Paris pour aller notifier à George IV du Royaume-Uni l'avènement de Louis-Philippe Ier. Il est de retour le 30 août.
Grand officier de la Légion d'honneur le 18 octobre, lieutenant général en décembre de la même année, il prend part, en septembre 1831, à l'expédition de Belgique, où il accompagne le prince royal, et part de nouveau pour Londres, au mois d'octobre suivant, chargé d'une mission particulière. Lors du mouvement insurrectionnel qui éclate à Lyon, au mois de novembre de la même année, le général Baudrand se rend dans cette ville avec le prince royal et le suit également dans le Midi de la France en mai et juin 1832.

### Pair de France

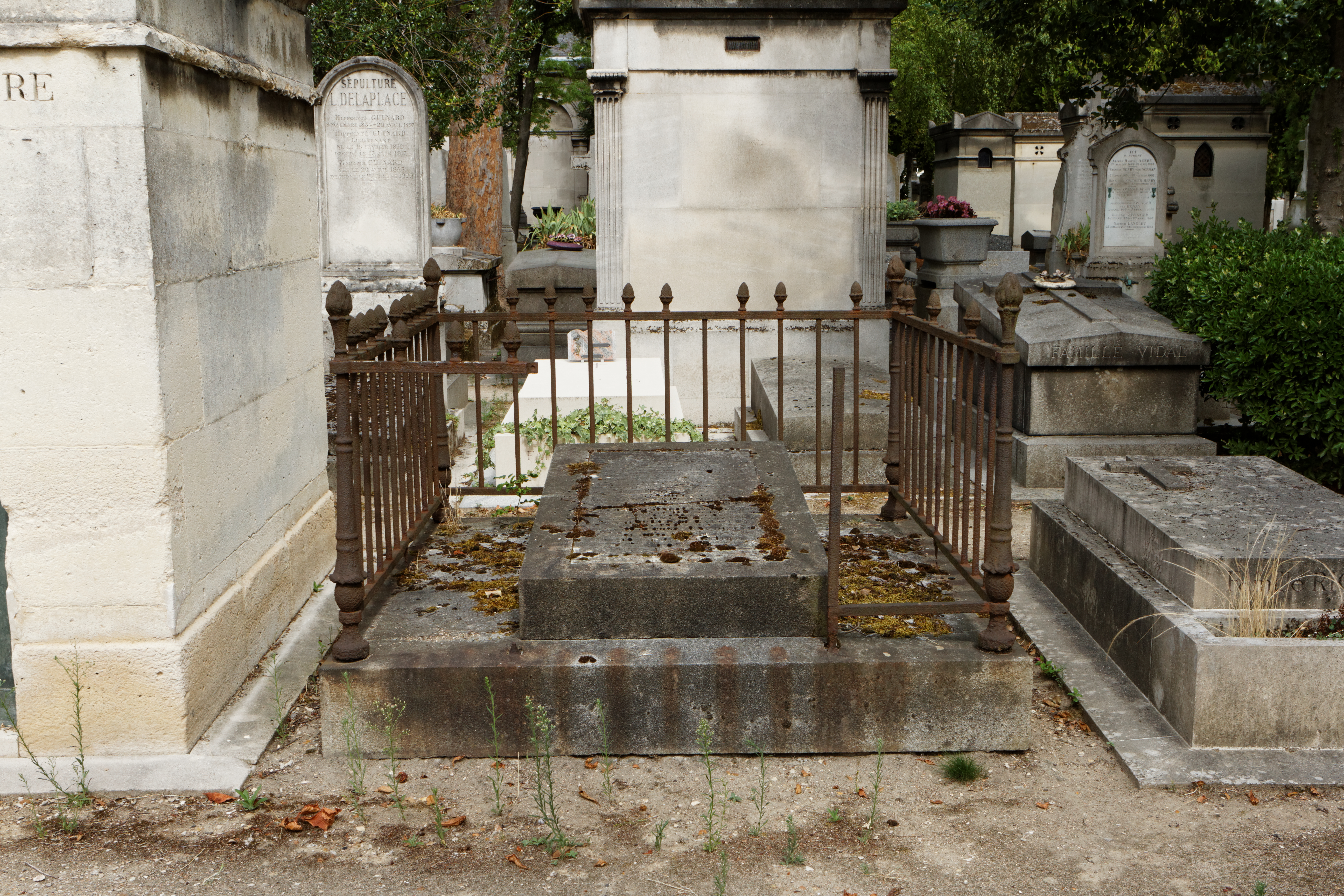
Tombe au cimetière du Père-Lachaise.

Le roi l'élève à la pairie, le 11 octobre 1832. Il assiste comme aide de camp du duc d'Orléans au siège et à la prise d'Anvers, reçoit la décoration de "Commandeur de l'Ordre de Léopold de Belgique", au mois de décembre de la même année et accompagne le prince dans un voyage qu'il fait à Londres en 1833.
Nommé grand-croix de la Légion d'honneur le 30 mai 1837, il est admis à la 2e section (réserve) du cadre de l'état-major, conformément aux dispositions de la loi du 4 août 1839. Il est nommé en 1837, gouverneur du comte de Paris. Fin juin 1837, avec le duc d'Elchingen, il est envoyé par Louis-Philippe Ier en mission spéciale au Royaume-Uni pour féliciter la reine Victoria à l'occasion son accession au trône, prononçant alors un discours très apprécié par la jeune souveraine,.
On a donné à M. le général Baudrand le titre de chevalier dans l'Annuaire militaire, et celui de comte dans l'Almanach royal et dans tous les actes relatifs à la Chambre des pairs ; d'un autre côté, quelques personnes affirment qu'il a obtenu du roi Charles X des lettres patentes de baron ; il y a erreur ou courtoisie de toutes parts ; M. le général Baudrand n'a jamais été chevalier, baron, ni comte.
Il meurt le 7 septembre 1848 à Paris. Il est inhumé au cimetière du Père-Lachaise (44e division).
Le fort Chaudanne, place fortifiée de Besançon, porte son nom.
Après sa disparition en 1848, sa veuve, née Sophie Marin, devait épouser en secondes noces le peintre Ary Scheffer qui avait brossé le portrait de son mari dès 1832, conservé au musée des beaux-arts et d'archéologie de Besançon, avant le sien, vers 1850, conservé au musée de la vie romantique, Hôtel Scheffer-Renan, Paris.

## Distinctions
- Chevalier de l'ordre royal et militaire de Saint-Louis